# United States Park Police
La United States Park Police (USPP) è una delle più antiche agenzie federali  di polizia degli Stati Uniti. Agisce come un organo di polizia generalista con competenza e giurisdizione dei parchi nazionali e nelle zone del National Park Service principalmente site nei dintorni di Washington, San Francisco, e New York, ed altre proprietà demaniali. La United States Park Police oltre a svolgere le ordinarie funzioni di prevenzione, indagine e cattura di una polizia urbana, ha anche il compito di garantire la sicurezza di molti dei famosi monumenti degli Stati Uniti.
La USPP condivide la competenza di polizia in tutti i territori amministrati dal National Park Service con una forza di National Park Service ranger, cui sono affidati gli stessi poteri e compiti. La USSP provvede pure alla protezione di Presidente, Segretario degli Interni, e autorità varie in visita. La Park Police è un organismo del National Park Service, che a sua volta è un ente del Dipartimento degli Interni. Nel 2006, il suo organico consisteva di 605 agenti.

## Storia

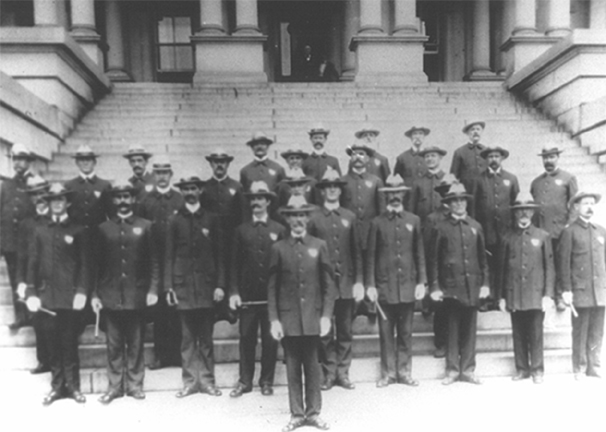
U.S. Park Police all'inizio del XX secolo.

I Park Watchmen furono per la prima volta reclutati nel 1791 da George Washington per proteggere la proprietà federale nel Distretto di Columbia. La polizia operò come un organo indipendente del governo federale fino al 1849, quando fu posta sotto la giurisdizione del Dipartimento degli interni. Nel 1867 il Congresso trasferì la polizia all'Office of Public Buildings and Grounds, sotto il coordinamento del Chief of Engineers dell'Army Corps of Engineers. Ai Watchmen furono attribuiti gli stessi poteri e gli stessi compiti della Metropolitan Police di Washington nel 1882.
Nel 1919 fu cambiato ufficialmente il loro nome con l'attuale United States Park Police. Nel 1925 il Congresso pose la Park Police nel neo-istituito Office of Public Buildings and Public Parks of the National Capital. Guidato da un ufficiale dell'esercito, il tenente colonnello Ulysses S. Grant III, l'ufficio faceva capo direttamente al Presidente degli Stati Uniti. Nel 1933 il presidente Franklyn Delano Roosevelt trasferì la polizia al National Park Service.
La sua autorità per la prima volta iniziò a espandersi fuori del D.C. nel 1929, ed oggi è principalmente competente dalle unità della Gateway National Recreation Area units in New York-New Jersey e la Golden Gate National Recreation Area in San Francisco, oltre a molte zone specifiche di Washington D.C. e le contee adiacenti in Maryland e Virginia. Tra questi siti sono il National Mall, la riva del C&O Canal nella zona, e le strade parallele del George Washington Memorial Parkway in Virginia e Clara Barton Parkway in Maryland.

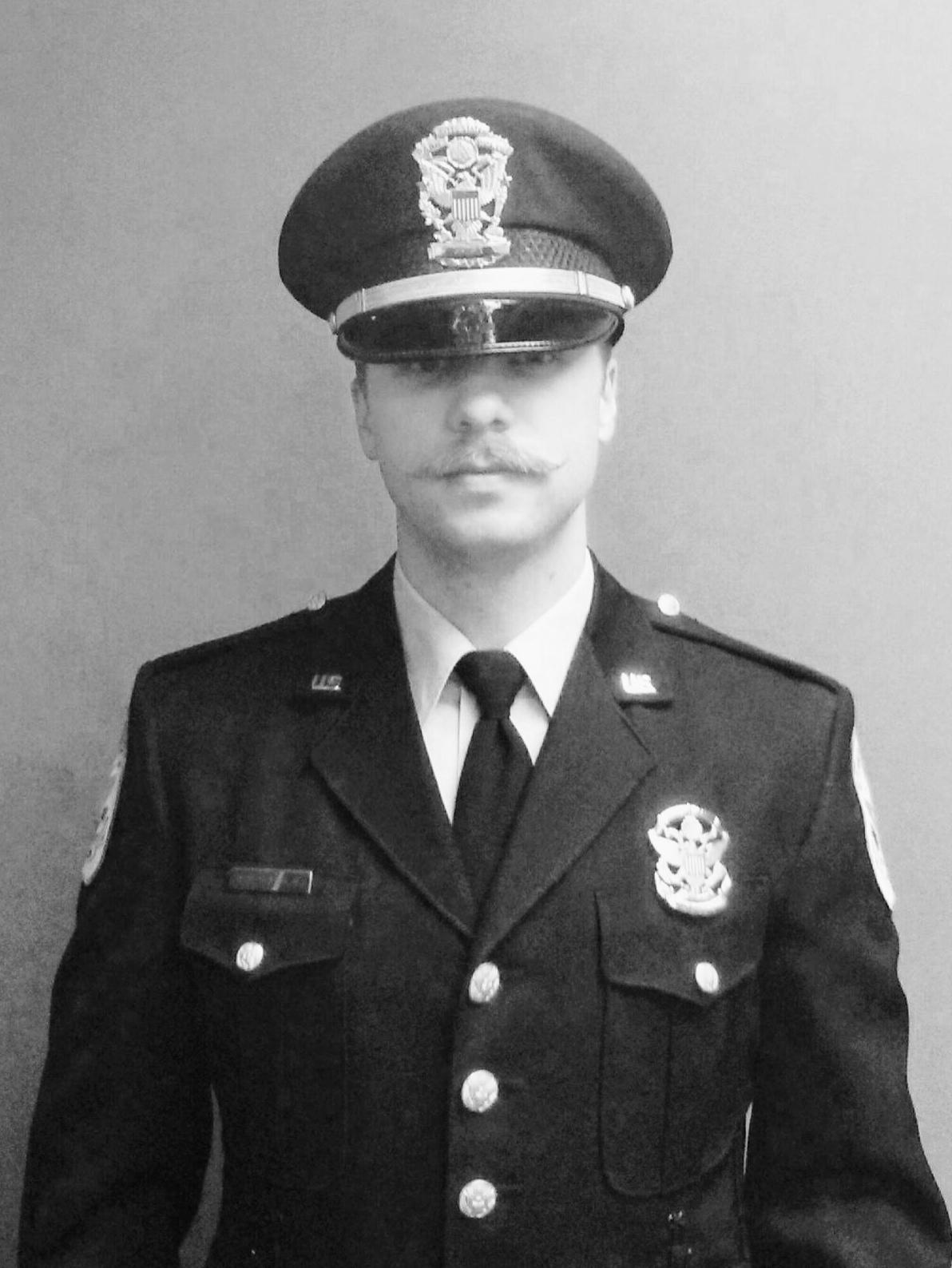
Un agente US Park Police con la Class A Dress Blouse.

## Poteri
Questa forza di polizia opera come un'unità del National Park Service con giurisdizione in tutti i parchi federali. Agenti U.S. Park Police sono dislocati nelle zone metropolitane di Washington DC, New York City e San Francisco, e indagano e arrestano le persone sospette di aver commesso reati contro gli Stati Uniti. Gli agenti svolgono anche servizi in occasione di molti eventi di rilievo organizzati nei parchi nazionali.
La Park Police non ha il potere di seguire un veicolo fuori dalla sua giurisdizione, a meno che non sia stato commesso un reato qualificato come felony. Secondo le regole della Park Police, si può ricorrere alla forza letale solo se vi è "imminente pericolo di morte di un danno fisico serio".
In Virginia gli agenti USPP sono dotati dei poteri di Conservator of the Peace come stabiliti al 19.2-12 del Code of Virginia e hanno i doveri stabiliti nel 19.2-18 del Code of Virginia. Nella stessa Washington D.C. gli agenti USPP hanno poteri e compiti uguali a quelli della D.C. Metropolitan Police. La U.S. Park Police detiene il potere statale d'arresto nello Stato di New York (New York State CPL 2.15 part 9), e lo stesso nel New Jersey (New Jersey Code 2A:154-6). In California i poteri d'arresto derivano dal California Penal Code Section 830.8. Questi poteri statali d'arresto si aggiungono a quelli attribuiti come agenti federali. La U.S. Park Police principalmente fanno valere le leggi contenute (non esaustivamente) dal Title 36 of the Code of Federal Regulations (CFR) ed altre normative federali come Title 16 of the United States Code e Title 18 of the United States Code, oltre ad altre leggi statali e locali.

### Leadership

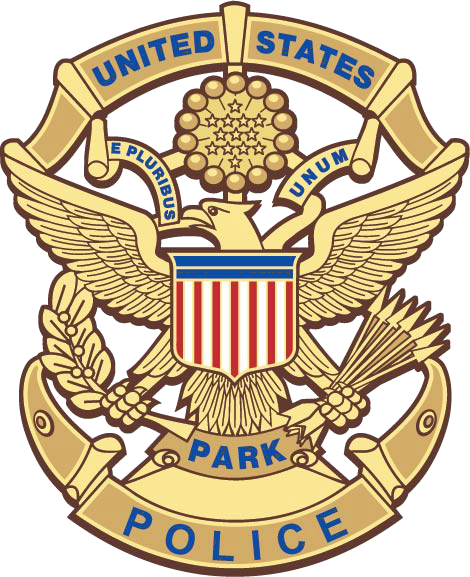
Distintivo USPP

Nel settembre 2019 Gregory T. Monahan divenne capo facente funzioni dello U.S. Park Police. In precedenza era stato assistente capo responsabile dell'ufficio locale di San Francisco, dove aveva ottenuto che cadessero le accuse contro dipendenti del Presidio Trust, finanziatore della Park Police, i quali avevano aggredito degli agenti. In qualità di agente di polizia, Monahan fu indagato per abuso in almeno quattro episodi di illegali perquisizioni in cavità corporee. In numerosi casi, la testimonianza di Monahan fu disattesa in giudizio poiché il giudice non lo riteneva credibile o veritiero.
A seguito dell'incarico conferito a Monahan, il precedente capo Robert Maclean fu promosso all'Interior Department's Office of Law Enforcement and Security.

### Distretti
La United States Park Police gestisce stazioni di distretto per pattuglia nelle zone metropolitane di New York City, San Francisco, e Washington, D.C.
Gli agenti della U.S. Park Police hanno il compito di proteggere simboli nazionali quali la Statua della Libertà il Monumento a Washington, il Lincoln Memorial, il Jefferson Memorial, ed altri celebri monumenti. Questa finalità è perseguita attraverso la Homeland Security Division, che consiste della Intelligence/Counter-Terrorism Unit, l'ufficio locale di New York, e lo Icon Protection Branch, che consiste di Central District Station e Special Forces.

### Unità specializzate
La U.S. Park Police dispone di una unità nautica, una di volo, una squadra SWAT, un'unità cinofili, una motociclisti, una per eventi speciali, una per la sicurezza del traffico, un'unità a cavallo e un ramo investigazioni criminali.

#### Aviazione

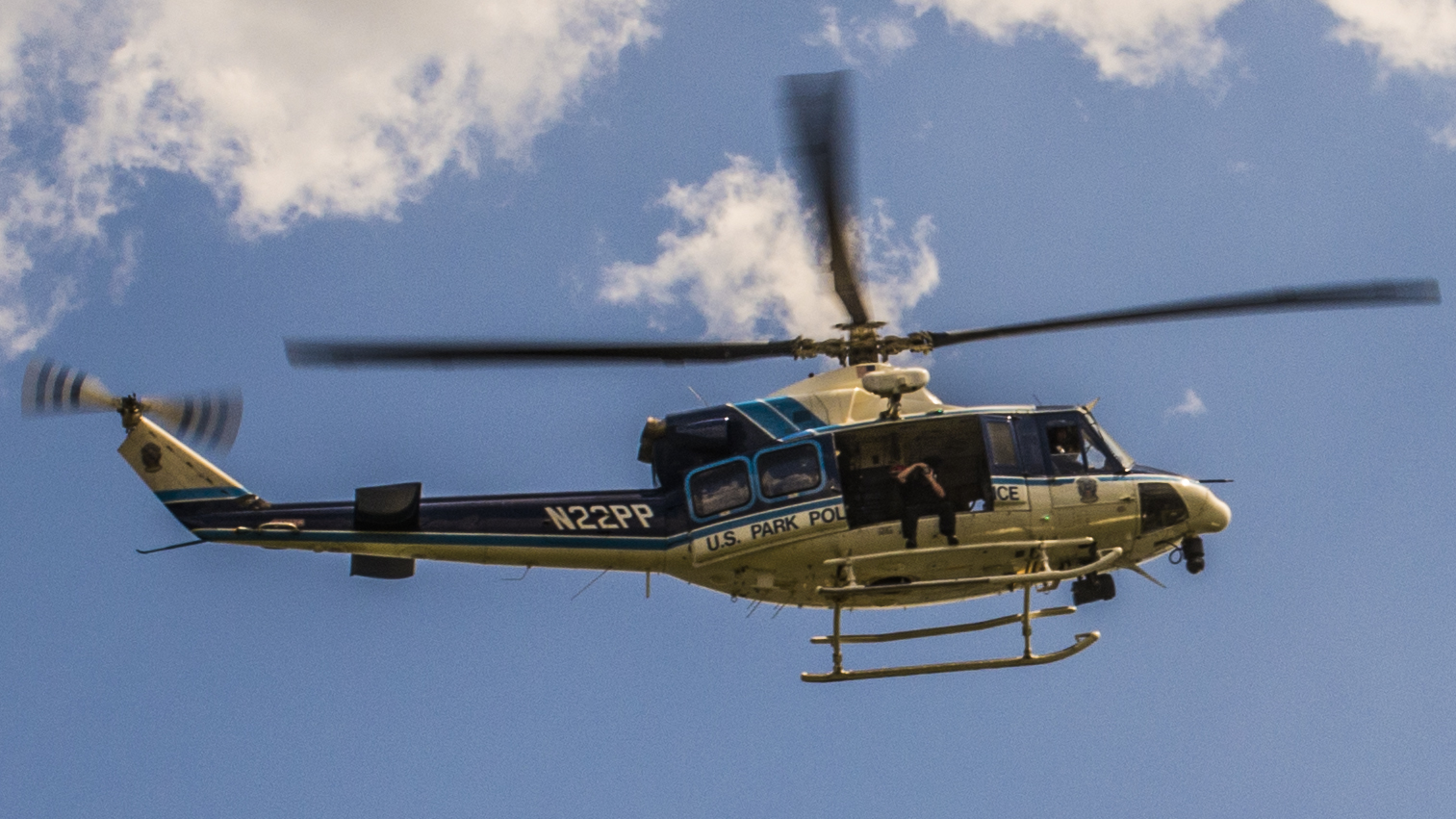
Elicottero della U.S. Park Police, Washington, D.C., 24 agosto 2013.

Tra le missioni della United States Park Police Aviation Unit si annoverano il sostegno alle operazioni di polizia, ricerca e soccorso, MedEvac, trasporto di prigionieri pericolosi e sicurezza di presidente e autorità. L'unità aviazione ha offerto servizi aerei immuni da incidenti e professionali per oltre 40 anni. I suoi elicotteri furono i primi a svolgere elisoccorso nell'area di Washington D.C., e continuano a fornire questi servizi in ogni momento di qualunque giorno al distretto e alle amministrazioni limitrofe.
Costituisce anche un'inestimabile risorsa per pattugliamento e missioni di soccorso presso i parchi federali e le zone di escursione nella National Capital Region, come il Great Falls Park (Virginia) e il Parco nazionale di Shenandoah. Come capita in molti ambienti di parco, il soccorso a persone infortunatesi in queste località remote e quasi inaccessibili esige operatori muniti di attrezzatura specializzata. La US Park Police Aviation Unit è la principale risorsa per le missioni di soccorso che richiedono l'accesso in elicottero.
L'unità aviazione della USPP nacque nell'aprile 1973, sotto il comando del tenente Richard T. Chittick. Esordì con un Bell 206B JetRanger ed una squadra di tre piloti con tre aviosoccorritori di stanza alla Anacostia Naval Air Station, condividendo lo spazio con lo MPD Aviation Branch. Nel 1975 fu aggiunto un secondo elicottero, un Bell 206B-3 JetRanger, e l'unità fu trasferita ad Andrews AFB. L'unità aviazione si trasferì all'odierna struttura di Anacostia Park, il "nido d'aquila", nel 1976. Nel 1983, il 206B-3 fu aggiornato a Bell206L-3 LongRanger. Il primo bimotore dell'unità, un Bell 412SP, il terzo elicottero a ricevere la denominazione "Eagle One", fu posto in servizio nel gennaio 1991. L'unità crebbe al suo attuale organico, e iniziò a coprire le intere 24 ore nel gennaio 1994.
Nell'agosto 1999 l'unità prese possesso del suo secondo elicottero bimotore, un Bell 412EP. Fu il quarto elicottero a ricevere la denominazione "Eagle One" e lo stesso numero di registrazione di un velivolo più vecchio il cui equipaggio aveva concorso significativamente nel recupero delle vittime dopo lo schianto del Volo Air Florida 90. Nel maggio 2016 l'unità ricevette un sostituto per "Eagle Two", costituito da un Bell 412EP usato e ricondizionato che prendesse il posto dell'anziano velivolo consegnato nel 1991.
Il personale della US Park Police Aviation è spesso chiamato ad intervenire per gravi calamità ed emergenze in tutta la National Capital Region (area metropolitana di Washington). Fra queste situazioni, gli Attentati dell'11 settembre 2001 al Pentagono, gli attacchi del cecchino del D.C. in tutta la zona, lo schianto del Volo Air Florida 90, e la sparatoria della Washington Navy Yard nel 2013. Durante la sparatoria alla partita di baseball del Congresso del 2017 gli equipaggi della US Park Police Aviation intervennero con due elicotteri e trasportarono il parlamentare Steve Scalise o un agente della US Capitol Police al centro traumatologico del MedStar Washington Hospital Center.

## Organizzazione e struttura dei gradi

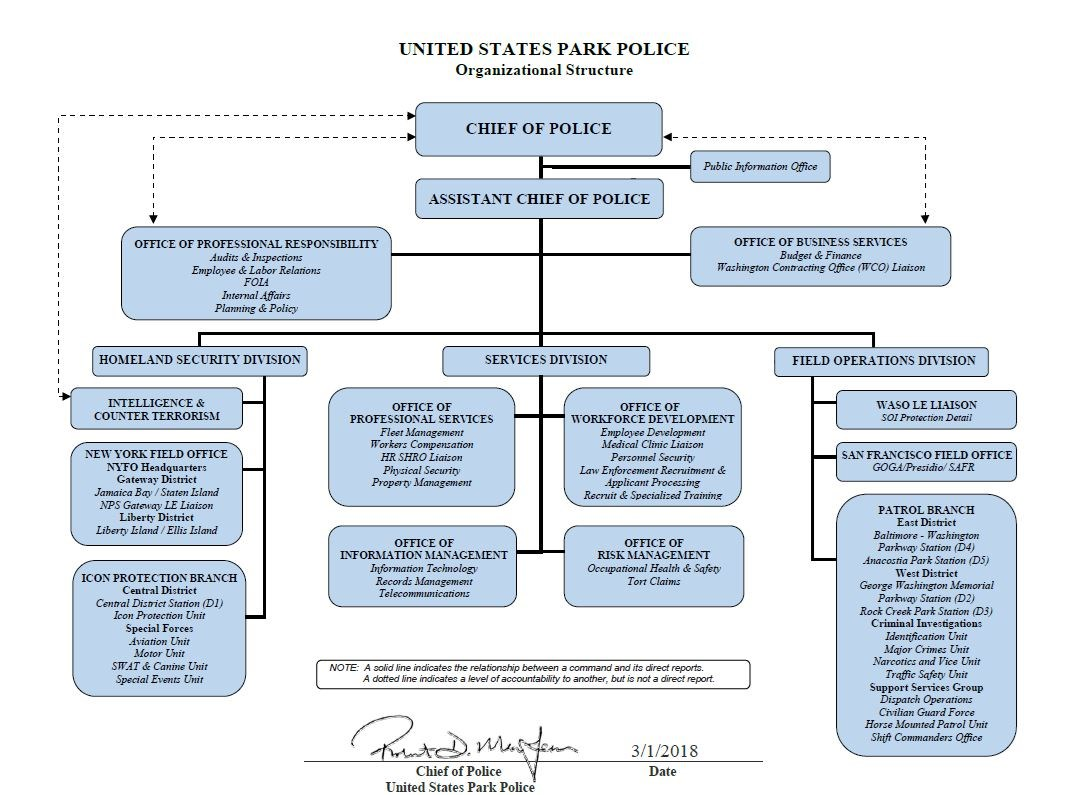
Diagramma organizzativo della USPP.

| Titolo               | Simboli di grado |
| -------------------- | ---------------- |
| Chief of Police      |                  |
| Assistant Chief      |                  |
| Deputy Chief         |                  |
| Major                |                  |
| Captain              |                  |
| Lieutenant           |                  |
| Sergeant             |                  |
| Private/Investigator | N/A              |

## Avvenimenti di rilievo

### Uccisione di Bijan Ghaisar nel 2017
Nel novembre 2017 la Park Police sparò, uccidendolo, a Bijan Ghaisar, un uomo disarmato della Virginia, dopo un episodio di pirateria stradale e tre inseguimenti con altrettanti veicoli. Più di otto mesi dopo l'incidente, la Park Police non fornì alcuna spiegazione dell'uccisione. Secondo la domanda giudiziale presentata dalla famiglia, passarono dodici ore dall'incidente prima che la famiglia apprendesse che era coinvolta la Park Police. Due giorni dopo la sparatoria il capo della Park Police Robert MacLean si incontrò con la famiglia. MacLean porse le condoglianze, ma non diede informazioni su quanto era accaduto. La famiglia Ghaisar non fu autorizzata a toccare suo figlio per tre giorni dopo l'incidente, in cui era sorvegliato da agenti del dipartimento. Stando alla famiglia, quando arrivò un dottore ad esaminare Ghaisar per la donazione di organi, la Park Police glielo impedì, dichiarando che l'uomo, cerebralmente morto, era "in stato di arresto" e il suo corpo era una "prova". Più di nove mesi dopo l'incidente il capo MacLean rifiutò di parlarne con la stampa, mentre la polizia della Contea di Fairfax, che aveva filmato i fatti, disse che l'episodio dimostrava la necessità di maggior trasparenza. Solo dopo oltre un anno e per effetto della causa, la US Park Police dichiarò che a sparare erano stati gli agenti Lucas Vinyard e Alejandro Amaya.
L'incidente non fu ripreso da una body cam, posto che la Park Police ha il divieto di indossarne in servizio.
Secondo una nota redatta dal capo MacLean nel 2015, tutta quella forza non usa dispositivi di registrazione audiovisiva "in servizio". MacLean asserì che il divieto era giustificato dalla mancanza di linee-guida valide per tutto il dipartimento. In 
seguito alla sparatoria, la deputata Eleanor Holmes Norton presentò una proposta di legge per imporre agli agenti di polizia federale in uniforme di portare body cam e tenere dash cam sui veicoli con i colori di istituto. La normativa sarebbe stata una diretta reazione alla morte di Ghaisar. Il capo MacLean disertò un incontro in programma con Holmes Norton e il parlamentare Don Beyer per discutere la questione, inducendo Holmes Norton a dichiarare di "esprimere il nostro stupore" per la sua assenza. Dopo più di due anni dall'uccisione, la Park Police non aveva avviato un'inchiesta interna sulla vicenda o pubblicato le registrazioni delle chiamate al 911 ricevute dalla Park Police.

### Proteste per la morte di George Floyd

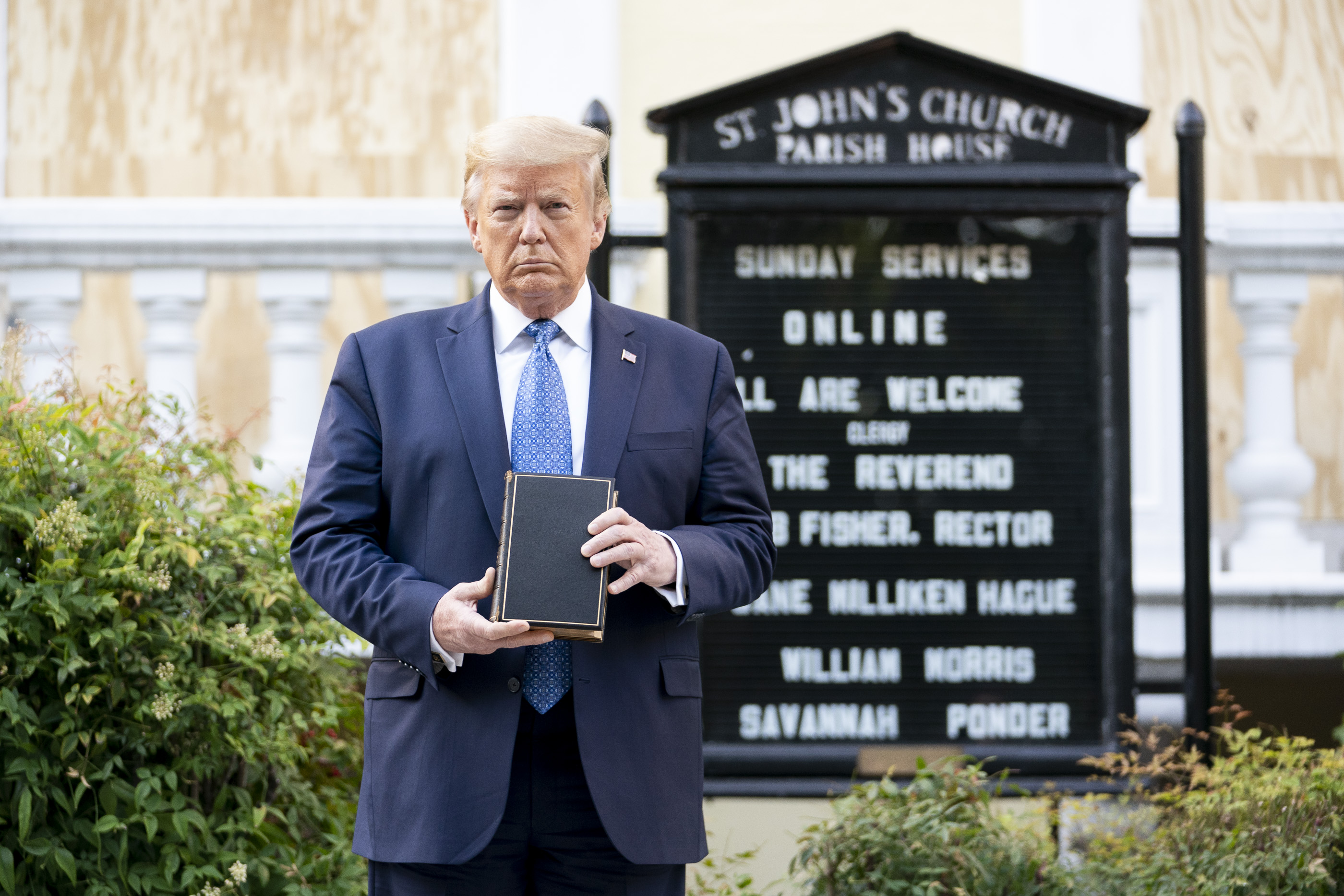
Il presidente Donald Trump posa con una Bibbia in mano di fronte alla Ashburton House, adiacente alla chiesa anglicana di Lafayette Square, Washington DC. 1 giugno 2020.

Il 1º giugno 2020 agenti USPP dispersero con la forza manifestanti pacifici dal parco di Lafayette Square, Washington, D.C., per ordine dell'Attorney General William Barr. L'operazione fu eseguita per consentire al presidente Donal Trump di inscenare una "passerella per fotoreporter" nei pressi della St. John's Episcopal Church. Le squadre della stampa, il Rev. Gini Gerbasi della St. John's Episcopal, e molti dimostranti notarono l'uso di gas lacrimogeni, granate stordenti, e proiettili di gomma per disperdere la folla pacifica. Gli agenti della Park Police, appiedati e a cavallo, usarono materiale antisommossa come manganelli e scudi per cacciare fuori dal parco la folla che vi si era radunata. La USPP emise un comunicato che dichiarava "non è stato usato gas lacrimogeno" da alcun corpo di polizia durante gli scontri.
Gli organi di informazione riferirono in seguito che l'USPP attaccò i dimostranti con gas OC, di cui furono reperiti dei flaconi sul luogo dei tumulti.
Dei giornalisti australiani che facevano la telecronaca in diretta furono caricati dalla Park Police nell'occorso. L'incidente provocò una protesta diplomatica del governo australiano. Due agenti della Park Police furono trasferiti ad incarichi amministrativi.

### Altri eventi
Nel gennaio 1982 il pilota elicotterista Don Usher e il suo collega Gene Windsor salvarono la vita di cinque passeggeri del volo Air Florida 90.
Nel dicembre 1982 Norman Mayer minacciò di far saltare in aria il monumento a Washington con un camion che a suo dire conteneva esplosivi. Alle 09:20 iniziò uno stallo con la U.S. Park Police. Terminò dieci ore più tardi, quando il sospetto fece retromarcia, e poi si lanciò in avanti. La polizia sparò decine di colpi alle gomme ed al motore, facendo ribaltare il furgone. Uno dei proiettili rimbalzò e ferì mortalmente Mayer alla testa. Non fu trovato alcun esplosivo a bordo.
Nel 1989 gli agenti David Duffey e William Lovegrove salvarono due persone nello straripamento del Glen Echo dopo che era crollato un parcheggio.
Nel 1990, a Lafayette Park l'agente Katherine Heller fu avvicinata da un uomo che aveva subito un'aggressione. Dopo che Heller ebbe trasmesso per radio una descrizione dell'assalitore, un altro agente Park Police, Scott Dahl, individuò un uomo corrispondente alla descrizione e lo affrontò. L'asserito aggressore ebbe una colluttazione con l'agente e riuscì a strappargli la pistola d'ordinanza. Heller intervenne, sparando nel petto all'uomo. Heller fu nominata "agente dell'anno" dal "Parade Magazine" e dalla International Association of Chiefs of Police. Fu la prima agente U.S. Park Police, e la prima agente donna, a ricevere quel riconoscimento IACP.

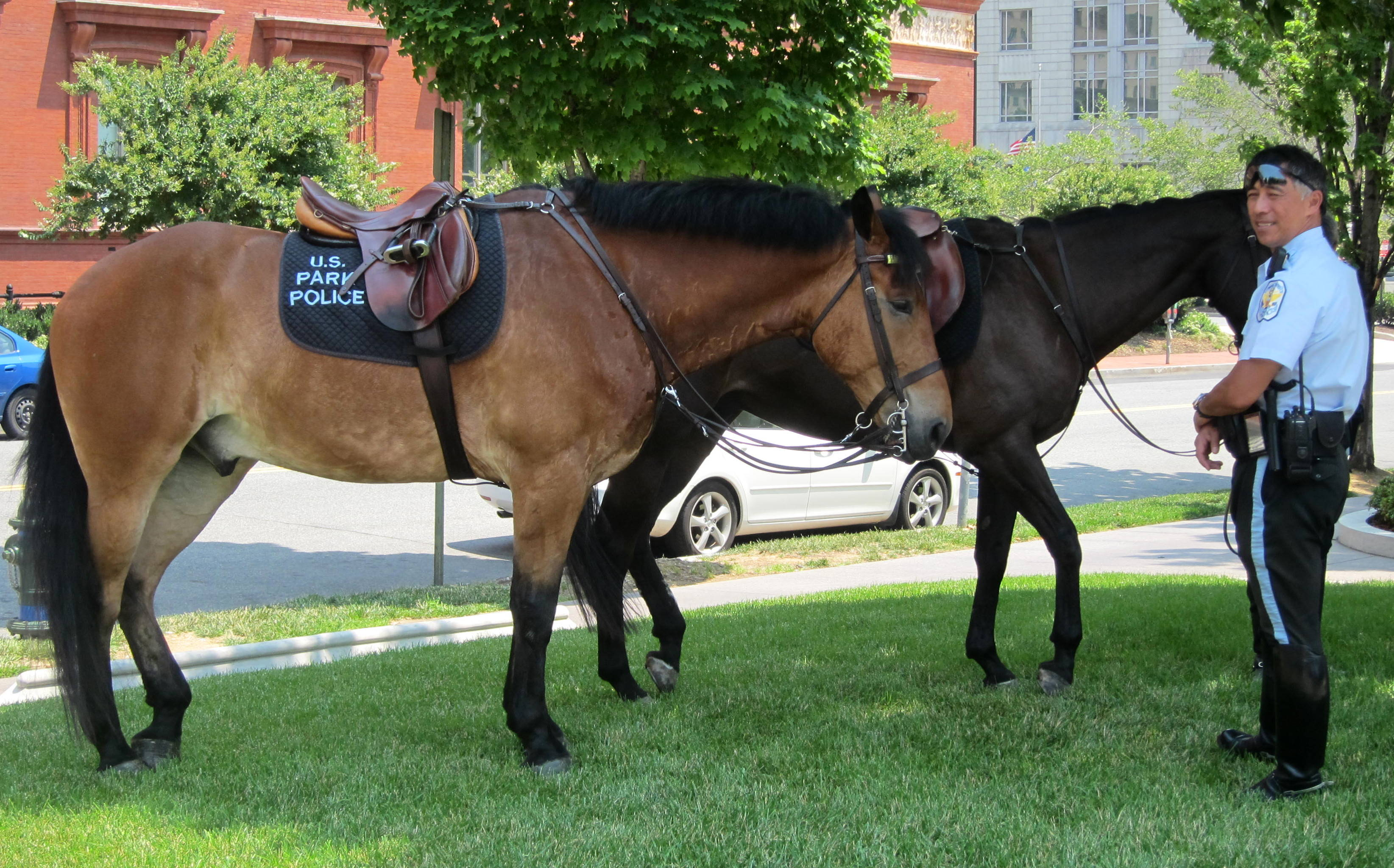
Agente USPP a cavallo.

Nel 1993 agenti Park Police salvarono passeggeri della nave Golden Venture, che si era incagliata sulla spiaggia di Fort Tilden a Rockaway (Queens). Gli agenti Park Police arrivarono tra i primi [soccorritori]. Dopo aver richiesto rinforzi, si gettarono in mare, traendo sopravvissuti dalle gelide acque.
Nel 1994 la Park Police sparò mortalmente ad un senzatetto sul marciapiede antistante la Casa Bianca. L'uomo brandiva un grosso coltello da caccia che si era legato alla mano e non si era arreso all'intimazione degli agenti.
I due elicotteri U.S. Park Police giocano un ruolo importante dopo gli attentati dell'11 settembre 2001 al Pentagono. Gli equipaggi intervennero immediatamente, trasportando i feriti in ospedale. Gli elicotteri funsero da piattaforma command and control, sfruttando la loro attrezzatura Forward Looking Infrared per offrire informazioni ai vigili del fuoco circa stato e propagazione delle fiamme attraverso i cinque anelli della struttura, e assumendo il controllo del traffico per lo spazio aereo sopra Washington D.C., dopo che i controllori del Washington National Airport avevano dovuto lasciare le loro postazioni per il denso fumo che le assediava.
Nel 2011 la U.S. Park Police condusse un'indagine dopo l'arresto di cinque persone che danzavano sul Jefferson Memorial. In un filmato pubblicato su YouTube parrebbe che la Park Police avesse atterrato e preso per il collo un soggetto che stava ballando in silenzio. Il balletto era una protesta contro il divieto di danzare presso monumenti.
La U.S. Park Police fu impegnata nella sparatoria del Washington Navy Yard del 12 settembre 2013. Due agenti USPP, Andrew Wong e Carl Hiott, furono coinvolti nella situazione. Il killer fu ucciso dall'agente D.C. Police Emergency Response Team Dorian DeSantis, che fu fatto segno al fuoco, e da un agente USPP. Anche l'elicottero Park Police Eagle 1 compì una missione di soccorso ed evacuò una vittima della sparatoria dal tetto dell'edificio 197 assieme a 3 altri sopravvissuti, sostanzialmente salvando loro la vita.
Nel 2014 la Park Police lanciò un giro di vite contro i venditori ambulanti di cibo. La Park Police ammanettò degli ambulanti che stavano vendendo cibo a turisti sul National Mall. Gli ambulanti insinuarono che tale iniziativa serviva a proteggere le entrate dei punti ristoro gestiti dal governo. Per settembre 2014 la Park Police aveva arrestato 196 persone durante l'anno per aver venduto cibo al Mall senza licenza, e alcune furono incarcerate.
Nel 2015 la Park Police arrestò mentre lavorava un agente speciale del secret service che faceva parte di un contingente per il Segretario alla Sicurezza Interna Jeh Johnson. La Park Police subì una causa relativa all'incidente per violazione delle garanzie del Quarto Emendamento contro gli arresti immotivati.
Nel 2016 la Park Police condusse un'energica operazione di "repressione stradale" fuori del cimitero nazionale di Arlington. Gli agenti si nascondevano dietro i cespugli per sorprendere i tassisti che facevano salire i passeggeri, sostenendo che le auto con il motore al minimo erano parcheggiate. Le accuse formulate dalla Park Police furono abbandonate in appello.
Nel 2017 la Park Police ammanettò degli adolescenti che stavano vendendo acqua nel National Mall. Il fatto suscitò indignazione nell'opinione pubblica e pose il sospetto di trattamenti discriminatori nell'operato della polizia. Il membro del consiglio del Distretto di Columbia Charles Allen chiese se arrestare i ragazzini fosse una reazione appropriata.
Nel 2019 fu scoperta un'aggressione sessuale nei confronti di un'agente donna Park Police, compiuta dal suo collega maschio due anni prima. Il fatto avvenne dentro una stazione della Park Police. Malgrado un ordine protettivo che imponesse 100 iarde di distanza tra i due agenti, la Park Police continuò ad impiegare i due agenti in ruoli in cui potevano ritrovarsi a contatto. L'agente aggressore non fu sospeso né licenziato.